# Hiroyuki Takahashi
Hiroyuki Takahashi (高橋 宏幸 Takahashi Hiroyuki?), född 6 maj 1983 i Chiba prefektur, är en japansk före detta fotbollsspelare.
Takahashi började sin karriär 2002 i Tokyo Verdy. Han avslutade karriären 2003.